# Luka Krajnc
Luka Krajnc slovenski nogometaš, * 19. september 1994, Ptuj.

## Življenjepis
Luka Krajnc je iz vasi Kapla na Kozjaku,ki leži 36 km severozahodno od Maribora.Njegov kraj je od Avstrijske meje oddaljen le 2 kilometra. Trenutno igra kot branilec za slovenski klub NK Maribor v Prvi slovenski nogometni ligi.
Krajnc je debitiral v dresu članske reprezentance 30. marca 2015 na prijateljski tekmi v Dohi proti Katarju.